# Cryptocarya cordifolia
Cryptocarya cordifolia är en lagerväxtart som beskrevs av André Joseph Guillaume Henri Kostermans. Cryptocarya cordifolia ingår i släktet Cryptocarya och familjen lagerväxter. Inga underarter finns listade i Catalogue of Life.